# Professional'nyj Futbol'nyj Klub Sokol Saratov
Il Professional'nyj Futbol'nyj Klub Sokol Saratov' (in russo Футбольный Клуб Сокол Саратов) è una società calcistica russa della città di Saratov. Milita nella Pervaja Liga, la seconda divisione del campionato russo di calcio.

## Storia

### Periodo sovietico
Il club è stato fondato nel 1937 col nome di Dinamo, senza prendere parte al campionato nazionale (all'epoca limitato a soli due livelli), ma partecipando alle prime edizioni della Coppa nazionale.
Al termine della Seconda guerra mondiale il club si iscrisse alla Vtoraja Gruppa, seconda serie sovietica; vi rimase fino al 1962, cambiando nome in Ėnergija prima, Lokomotiv poi e, dal 1962, Sokol. Nel 1963 i campionati furono riformati con l'inserimento della terza seria: il Sokol (termine che in russo indica il Falco) finì quinta nel suo girone retrocedendo nella neonata Klass B.
Nel 1965 il Sokol vinse il Girone 5 delle Repubbliche russe e grazie al terzo posto nelle finali statali riconquistò la seconda serie. La riforma dei campionati avvenuta alla fine del 1969 costrinse nuovamente il club alla retrocessione. La squadra rimase in tale categoria fino al dissolvimento dell'Unione Sovietica, sfiorando più volte la promozione: nel 1972 e 1986 (da vincitore del proprio girone) e nel 1975 (da secondo classificato), infatti, partecipò ai play-off senza mai riuscire ad ottenere la promozione.
Il risultato più prestigioso fu il raggiungimento delle semifinali in Coppa dell'URSS 1966-'67, da cui fu eliminata per mano della Dinamo Mosca, poi vincitrice del trofeo.

### Periodo russo
Con la fine dell'Unione Sovietica il neonato campionato russo di calcio consentivava la partecipazione alla seconda serie, tra l'altro, di tutte le squadre della Vtoraja Liga sovietica, tra cui il Sokol. Il club ottenne sempre almeno il decimo posto, cambiando tra l'altro nome in Sokol-PZhD tra il 1995 e il 1997.
Nel 2000 la squadra vinse il campionato, ottenendo per la prima volta la possibilità di giocare nella massima serie. La prima stagione in Vysšaja Divizion vide la squadra salvarsi senza problemi, finendo ottava e con il suo cannoniere Andrej Fed'kov che concluse secondo la classifica marcatori. Nello stesso anno tornò a raggiungere le semifinali nella Coppa nazionale (stavolta eliminata dalla Lokomotiv Mosca), ma la stagione successiva si concluse con l'ultimo posto in classifica e la retrocessione.
Dopo aver sfiorato il ritorno in massima serie nel 2004 (terzo posto a tre punti dal Tom Tomsk) la squadra retrocesse nel 2005, rinunciando ad iscriversi alla Vtoraja Liga e ripartendo dalla Lega Dilettanti.
Nel 2007, però, dopo un solo anno di pausa, il club tornò tra i professionisti, iscrivendosi alla Vtoraja Liga.

## Organico

### Rosa 2016-2017
| N. |                   | Ruolo | Calciatore              |
| -- | ----------------- | ----- | ----------------------- |
| 3  | Russia (bandiera) | D     | Artem Pasko             |
| 5  | Russia (bandiera) | D     | Denis Magadiev          |
| 6  | Russia (bandiera) | A     | Vladislav Shpitalnyi    |
| 7  | Russia (bandiera) | C     | Ruslan Pashtov          |
| 8  | Russia (bandiera) | C     | Aleksandr Manukovskiy   |
| 9  | Russia (bandiera) | A     | Artem Dudolev           |
| 10 | Russia (bandiera) | C     | Vladimir Romanenko      |
| 11 | Russia (bandiera) | C     | Nikolay Dergachev       |
| 14 | Russia (bandiera) | C     | Aleksandr Perchenok     |
| 15 | Russia (bandiera) | D     | Andrej Igorevič Semënov |
| 16 | Russia (bandiera) | P     | Artyom Fyodorov         |

| N. |                     | Ruolo | Calciatore          |
| -- | ------------------- | ----- | ------------------- |
| 17 | Russia (bandiera)   | D     | Artyom Molodtsov    |
| 19 | Armenia (bandiera)  | D     | Eduard Sturki       |
| 20 | Moldavia (bandiera) | C     | Mihail Platica      |
| 21 | Russia (bandiera)   | D     | Anton Khodyrev      |
| 30 | Russia (bandiera)   | D     | Andrej Vasjanovič   |
| 31 | Russia (bandiera)   | P     | Sergey Barsukov     |
| 35 | Russia (bandiera)   | P     | Vladimir Sugrobov   |
| 38 | Russia (bandiera)   | C     | Aslan Dudiev        |
| 80 | Russia (bandiera)   | D     | Igor Klimov         |
| 88 | Russia (bandiera)   | A     | Vitali Galysh       |
| 90 | Russia (bandiera)   | A     | Aleksey Domshinskiy |

### Rosa 2015-2016
| N. |                    | Ruolo | Calciatore           |
| -- | ------------------ | ----- | -------------------- |
| 3  | Russia (bandiera)  | D     | Ivan Lozenkov        |
| 5  | Russia (bandiera)  | D     | Aleksandr Gorbatyuk  |
| 6  | Russia (bandiera)  | C     | Dmitri Borisov       |
| 7  | Ucraina (bandiera) | C     | Serhiy Shevchuk      |
| 8  | Russia (bandiera)  | C     | Maksim Burchenko     |
| 9  | Russia (bandiera)  | A     | Kamil' Mullin        |
| 10 | Russia (bandiera)  | C     | Vladimir Romanenko   |
| 11 | Russia (bandiera)  | C     | Aleksandr Degtyaryov |
| 13 | Russia (bandiera)  | C     | Aleksandr Korotayev  |
| 14 | Russia (bandiera)  | C     | Aleksandr Perchenok  |
| 15 | Russia (bandiera)  | C     | Vyacheslav Feshin    |

| N. |                    | Ruolo | Calciatore            |
| -- | ------------------ | ----- | --------------------- |
| 16 | Russia (bandiera)  | P     | Artyom Fyodorov       |
| 17 | Russia (bandiera)  | D     | Artyom Molodtsov      |
| 19 | Russia (bandiera)  | C     | Maksim Andreyev       |
| 20 | Russia (bandiera)  | D     | Aleksandr Stolyarenko |
| 23 | Russia (bandiera)  | A     | Aleksandr Radchenko   |
| 27 | Russia (bandiera)  | D     | Nikita Khokhlov       |
| 30 | Ucraina (bandiera) | C     | Maksym Trusevych      |
| 31 | Russia (bandiera)  | P     | Denis Pchelintsev     |
| 34 | Russia (bandiera)  | C     | Renat Sabitov         |
| 35 | Russia (bandiera)  | P     | Vladimir Sugrobov     |
| 75 | Russia (bandiera)  | D     | Aleksandr Seraskhov   |

## Palmarès

### Competizioni nazionali
- Vtoraja Liga sovietica: 4

1963 (Zona 3), 1965 (Zona 5), 1972 (Zona 5), 1975 (Zona 4), 1986 (Zona 3)
- PFN Ligi russa: 1

2000
- Pervenstvo Professional'noj Futbol'noj Ligi: 2

2013-2014 (Girone Centro), 2022-2023

### Altri piazzamenti
- Coppa dell'Unione Sovietica:

Semifinalista: 1966-1967
- Coppa di Russia:

Semifinalista: 2000-2001
- PFN Ligi:

Terzo posto: 1997, 1998, 1999

## Statistiche e record

### Partecipazione ai campionati

#### Unione Sovietica
| Livello | Categoria        | Partecipazioni | Debutto | Ultima stagione | Totale |
| ------- | ---------------- | -------------- | ------- | --------------- | ------ |
| 2º      | Vtoraja Gruppa   | 3              | 1947    | 1949            | 16     |
| 2º      | Klass B          | 9              | 1954    | 1962            | 16     |
| 2º      | Vtoraja Gruppa A | 4              | 1966    | 1969            | 16     |
| 3º      | Klass B          | 3              | 1963    | 1965            | 15     |
| 3º      | Vtoraja Gruppa A | 1              | 1970    | 1970            | 15     |
| 3º      | Vtoraja Liga     | 21             | 1971    | 1991            | 15     |

#### Russia
| Livello | Categoria                               | Partecipazioni | Debutto   | Ultima stagione | Totale |
| ------- | --------------------------------------- | -------------- | --------- | --------------- | ------ |
| 1º      | Vysšaja Divizion                        | 1              | 2001      | 2001            | 2      |
| 1º      | Prem'er-Liga                            | 1              | 2002      | 2002            | 2      |
| 2º      | Pervaja liga                            | 6              | 1992      | 1997            | 14     |
| 2º      | Pervyj divizion                         | 6              | 1998      | 2005            | 14     |
| 2º      | Pervenstvo Futbol'noj Nacional'noj Ligi | 2              | 2014-2015 | 2015-2016       | 14     |
| 3º      | Vtoroj divizion                         | 6              | 2007      | 2012-2013       | 11     |
| 3º      | PPF Ligi                                | 5              | 2013-2014 | 2020-2021       | 11     |